# Orthophytum compactum
Orthophytum compactum är en gräsväxtart som beskrevs av Lyman Bradford Smith. Orthophytum compactum ingår i släktet Orthophytum och familjen Bromeliaceae. Inga underarter finns listade i Catalogue of Life.